# 福克納管星珊瑚
福克納管星珊瑚（学名：Tubastraea faulkneri）为樹珊瑚科管星珊瑚屬下的一个种。

## 扩展阅读
- 維基物種上的相關：福克納管星珊瑚